# Герберт Пітман
Герберт Джон «Берт» Пітман (англ. Herbert John «Bert» Pitman; 20 листопада 1877 — 7 грудня 1961) — англійський морський офіцер, був третім корабельним офіцером «Титаніка» під час його єдиного рейсу. Єдиний з екіпажу судна офіцер, який не перебував у резерві Королівських ВМС.

## Біографія
Герберт Пітман народився 20 листопада 1877 року в Саттон-Монтісі, графство Сомерсет, Англія, в сім'ї фермерів Генрі та Сари Пітманів. Після смерті батька в 1880 році мати взяла шлюб з Чарльзом Кенді. За переписом 1881 року сім'я, яка володіла 112 акрами землі, складалася з брата, сестри та матері.
Пітман вперше вийшов у море в 1895 році у 18-річному віці в складі торгового флоту. Навчався в навігаційному департаменті торгово-технічного флоту, а в 1906 році пройшов кваліфікацію капітана торгового судна. У 1904 році протягом шести місяців служив палубним офіцером в компанії «Blue Anchor Line». У 1906 році перейшов до «White Star Line». До 1912 року служив у якості четвертого, третього і другого офіцера на лайнерах «Dolphin» та «Majestic» і четвертим офіцером на «Oceanic».

### Служба на «Титаніку»
Служба на «Титаніку» розпочалася для Пітмана із Белфаста, куди він прибув після призначення. Під час зіткнення судна з айсбергом Пітман спав у каюті офіцерів. У ході евакуації пасажирів йому було надано наказ підготувати шлюпки з правого борту до спуску. Вільям Мердок особисто наказав йому взяти на себе командування рятувальною шлюпкою № 5. Перебуваючи поблизу місця, де затонув «Титанік» Герберт Пітман вирішив повернутися, однак інші пасажири шлюпки його відмовили від цього.
Офіцер разом з іншими пасажирами був врятований лайнером «Карпатія» і доставлений на пірс № 54 в Нью-Йорку 18 квітня. Там він давав свідчення на засіданні Американського слідчого комітету. Як і іншим його колегам, Пітману було дозволено покинути Нью-Йорк 2 травня. Після повернення до Британії він давав свідчення на засіданні Британського слідчого комітету.

### Після «Титаніка»
Після загибелі «Титаніка» Пітман служив на суднах «Океанік» та «Олімпік». У 1920-ті роки він перейшов до компанії «Albion Company Ltd». У 1922 році Пітман одружився з Мілдрен Кальман з Нової Зеландії. Під час Другої світової війни він служив в якості інтенданта на борту «SS Mataroa». Навесні 1946 року пішов у відставку. 7 грудня 1961 року помер у 84-річному віці.